# Kinder- und Jugendpsychiatrie und -psychotherapie
Die Kinder- und Jugendpsychiatrie und -psychotherapie beschäftigt sich mit der Vorbeugung, Diagnostik und Behandlung von psychischen, psychosomatischen und neurologischen Störungen, die in der Kindheit oder Adoleszenz auftreten. Sie hat sich aus der allgemeinen Psychiatrie entwickelt und ist heute ein eigenständiges medizinisches Fachgebiet.

## Geschichte
Das Fach Kinder- und Jugendpsychiatrie und -psychotherapie begann sich kurz vor 1900 zu etablieren. So hatte Hermann Emminghaus 1887 das erste kinderpsychiatrische Lehrbuch veröffentlicht. Die erste klinische Einrichtung für Kinderpsychiatrie in Deutschland wurde 1926 in Bonn begründet und von Otto Löwenstein geleitet. Sie war wohl auch die erste dieser Art von Einrichtungen weltweit. Als Nestor der Kinder- und Jugendpsychiatrie galt bis in die 1980er Jahre Hermann Stutte.

## Beschreibung
Typische Diagnosen der Kinder- und Jugendpsychiatrie sind im Kapitel zu psychischen Störungen des Kindes- und Jugendalters des ICD-10 aufgeführt (siehe F90-F98, Kapitel V). Die Diagnostik erfasst aber darüber hinaus die Gesamtheit der psychosozialen Bezüge eines Kindes oder Jugendlichen. Die ganzheitliche Betrachtung orientiert sich an den wissenschaftlichen Standards des Fachgebietes und ist Grundlage für alle kinder- und jugendpsychiatrische Therapiemaßnahmen (Psychotherapie, Pharmakotherapie etc.).
In folgenden Situationen kann eine Diagnostik und Therapie durch einen Arzt für Kinder- und Jugendpsychiatrie und -psychotherapie angezeigt sein:
- Psychische Probleme nach akuten Belastungen oder nach traumatisierenden Ereignissen (Misshandlung und sexuelle Ausbeutung, familiäre Konflikte);
- Probleme mit Aufmerksamkeit und Impulsivität (z. B. ADHS),
- Umschriebene Entwicklungsstörungen (Teilleistungsstörungen), massivste Schulprobleme,
- Entwicklungsauffälligkeiten in der Motorik, Sprache, auch im Zusammenhang mit Hirnfunktionsstörungen und anderen neurologischen Entwicklungsauffälligkeiten;
- Probleme der Sauberkeitserziehung,
- Emotionale Störungen (z. B. extreme Ängste und Stimmungsschwankungen),
- Essstörungen (wie Anorexia nervosa, Bulimia nervosa und Adipositas),
- Psychosomatische Beschwerden und reaktive seelische Probleme bei chronischen Erkrankungen,
- Tiefgreifende Entwicklungsstörungen (z. B. Autismus-Spektrum-Störungen),
- Erkrankungen aus dem Formenkreis der Psychosen,
- Verhaltensstörungen bei Kindern und Jugendlichen mit geistiger Behinderung,
- Aggressives oder aufsässiges, trotziges Verhalten im Sinne einer Störung des Sozialverhaltens,
- Auffälligkeiten in der sexuellen Entwicklung, Probleme mit der eigenen Sexualität,
- Suchtprobleme (z. B. Drogenabhängigkeit, aber auch Kaufsucht oder Computerspielabhängigkeit),
- Tic-Störungen oder Tourette-Syndrom,
- Epilepsien,
- Hilfe bei Sorgerechts- und Umgangsregelungen, bei Fremdunterbringung und bei gerichtlichen Fragestellungen.

## Facharztausbildung
Um nach einem absolvierten Medizinstudium in Deutschland als Facharzt für Kinder- und Jugendpsychiatrie und -psychotherapie tätig zu werden, bedarf es nach der Muster-Weiterbildungsordnung der Bundesärztekammer einer fünfjährigen Weiterbildungszeit in Kinder- und Jugendpsychiatrie sowie -psychotherapie. Davon kann bis zu einem Jahr Weiterbildung in jedwedem Fachgebiet zum Kompetenzerwerb angerechnet werden. Die genauen Bestimmungen legt die jeweilige Ärztekammer fest.
Kinder- und Jugendpsychiater sind nach und während der Facharztausbildung in der Regel entweder niedergelassen oder in einer der Kinder- und Jugendpsychiatrischen Kliniken tätig ein kleiner Teil ist im Kinder- und Jugendpsychiatrischen Dienst (kurz KJPD) in Gesundheitsämtern oder anderen Behörden tätig.

## Statistiken
- 1996 waren in Deutschland 749 Fachärzte für Kinder- und Jugendpsychiatrie und -psychotherapie berufstätig (verteilt auf alle Bereiche)[7]
- 2010 waren in Deutschland ca. 1600 Fachärzte für Kinder- und Jugendpsychiatrie und -psychotherapie berufstätig, von denen ca. 750 niedergelassen waren.[8]
- 2022 waren 2776 Fachärztinnen und Fachärzte bundesweit berufstätig, diese waren jeweils fast zur Hälfte ambulant (n=1347) oder stationär (n=1232) tätig. Es waren 43 Fachärztinnen oder Fachärzte in Gesundheitsämtern und 32 in anderen Behörden angestellt, 122 in sonstigen ärztlichen Bereichen. Zusätzlich waren in dieser Zeit 649 Fachärztinnen oder Fachärzte ohne ärztliche Tätigkeit, 468 von diesen befanden sich im Ruhestand oder Arbeitsunfähigkeit.[9]
- Der Gemeinsame Bundesausschuss bestimmt wie in allen Arztbereichen die Anzahl der empfohlenen Kassensitze zur Zulassung durch die Kassenärztlichen Vereinigungen und hat im Juli 2022 festgelegt, dass pro ambulantem Facharzt, für die Arztgruppe der Kinder- und Jugendpsychiater 15.211 Kinder- und Jugendliche kommen (Bedarfsplanungsrichtlinie)[10] Dies entspräche bei einem durchschnittlichen Prozentsatz von 16,9 % Minderjährigen in der Bevölkerung[11] etwa 1,11 Kinder- und Jugendpsychiatern pro 100.000 Einwohnern beziehungsweise rund 6,6 Kinder- und Jugendpsychiatern pro 100.000 Minderjährigen (ohne Kinder- und Jugendpsychotherapeuten).
- Bei der Versorgung mit niedergelassenen Fachärzten und Therapeuten für Kinder-/Jugendpsychiatrie und -psychotherapie gibt es große regionale Unterschiede. Im Bundesdurchschnitt kommen auf 100.000 Personen bis 18 Jahre etwa 29 Spezialisten für die psychische Gesundheit von Kindern und Jugendlichen. Dies beinhaltet auch psychologische oder pädagogische Kinder- und Jugendpsychotherapeuten. Mehr als 70 % aller deutschen Kreise und kreisfreien Städte liegen jedoch unter diesem Durchschnittswert. In 15 Kreisen hat sogar kein einziger Kinder- und Jugendlichenpsychotherapeut oder -psychiater seinen Praxissitz. Der bundesweite Durchschnittswert wird stark durch eine kleine Zahl von Städten mit deutlich höherem Versorgungsangebot – in der Spitze bis zu etwa 150 Spezialisten pro 100.000 Kinder und Jugendliche – bestimmt.[12]